# Gaito Gasdanow

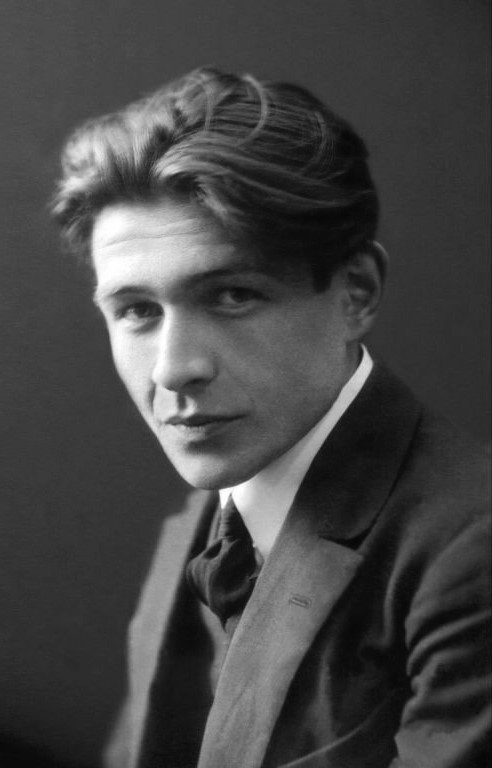
Gaito Gasdanow um etwa 1930

Gaito Gasdanow (russisch Гайто Газданов, wiss. Transliteration Gajto Gazdanov; eigentlich: Georgi Iwanowitsch Gasdanow; * 23. Novemberjul. / 6. Dezember 1903greg. in Sankt Petersburg; † 5. Dezember 1971 in München) war ein russischer Schriftsteller und Journalist.

## Leben
Gasdanows Vater Iwan Sergejewitsch (1864–1911) war staatlicher Forstbeamter aus Wladikawkas und ebenso wie die Mutter Wera Nikolajewna Abatsjewa (1876–1939) ossetischer Abstammung. Als der Sohn vier Jahre alt war, wurde der Vater aus der Hauptstadt in die Provinz versetzt; die Familie lebte jeweils mehrere Jahre in Sibirien, in der Nähe von Twer, sowie in der heutigen Ukraine, in Charkow und Poltawa, wo Gasdanow eine Kadettenschule besuchte. Seine Cousine war die Ballerina Awrora Danilowna Gasdanowa, die 1927 in Paris starb und deren junger Tod in der Erzählung Hawaiigitarren aufgegriffen wird.
Mit knapp 16 Jahren trat er 1919 im Russischen Bürgerkrieg einem Verband der Weißen Armee bei. Als einfacher Soldat tat er Dienst auf einem Panzerzug. Nach der Niederlage der Weißen gehörte er zu den Truppenteilen, die von der Halbinsel Krim in die Türkei übersetzten und zunächst unweit von Istanbul interniert wurden. Von dort konnte er nach Bulgarien übersiedeln. In einem eigens für russische Flüchtlinge eingerichteten Gymnasium in der ostbulgarischen Stadt Schumen legte er die Reifeprüfung ab.
1923 gelangte er im Strom der russischen Emigranten nach Paris. Dort arbeitete er zunächst als Lastenträger und Lokomotivenwäscher, dann als Mechaniker bei Citroën, schließlich viele Jahre als Fahrer eines Nachttaxis. Außerdem hörte er an der Sorbonne Vorlesungen in Literaturgeschichte, Soziologie und Wirtschaftswissenschaften.
Ab Ende der zwanziger Jahre publizierte er regelmäßig in Zeitungen und Zeitschriften der russischen Emigration. Seine Prosatexte bekamen teilweise sehr positive Kritiken, u. a. lobte ihn der Nobelpreisträger Iwan Bunin, doch waren die Honorare sehr gering. Angesichts seiner großen materiellen Not, aber auch wegen der Nachrichten von einer schweren Erkrankung seiner in der Heimat zurückgebliebenen Mutter bemühte er sich Mitte der dreißiger Jahre um die Rückkehr in die Sowjetunion. Er schrieb deshalb sogar einen Bittbrief an den Vorsitzenden des sowjetischen Schriftstellerverbandes Maxim Gorki, erhielt jedoch keine Antwort.
In Paris trat er einer Freimaurerloge bei. Gemeinsam mit seiner aus Odessa stammenden Frau schloss er sich im Zweiten Weltkrieg der Résistance an. Er wurde einer bewaffneten Einheit im Untergrund zugeteilt. Auch half das Ehepaar, jüdische Kinder zu verstecken. Nach dem Krieg schrieb er auf Französisch ein Buch darüber, mit dem er erstmals ein größeres Echo als Autor fand.
Auch nahm er seine Arbeit als Nachttaxifahrer wieder auf, nebenbei publizierte er weiter literarische und journalistische Texte. 1952 erhielt er das Angebot, als freier Mitarbeiter des russischen Programms des vom US-Kongress finanzierten Senders Radio Liberation (später Radio Liberty) über das Pariser Kulturleben zu berichten. Für seine journalistische Arbeit nahm er das Pseudonym „Georgij Tscherkassow“ an. 1954 erhielt er eine feste Anstellung in der Sendezentrale in München. Nach fünf Jahren in der bayerischen Hauptstadt kehrte er 1959 als Korrespondent des Senders nach Paris zurück. Nach weiteren sieben Jahren an der Seine übernahm er 1966 die Leitung des russischen Programms in der Zentrale, die sich in Schwabing am Rande des Englischen Gartens befand. Bis zu seinem Tod an Lungenkrebs lebte er in einer Dienstwohnung in der Osterwaldstraße 55.

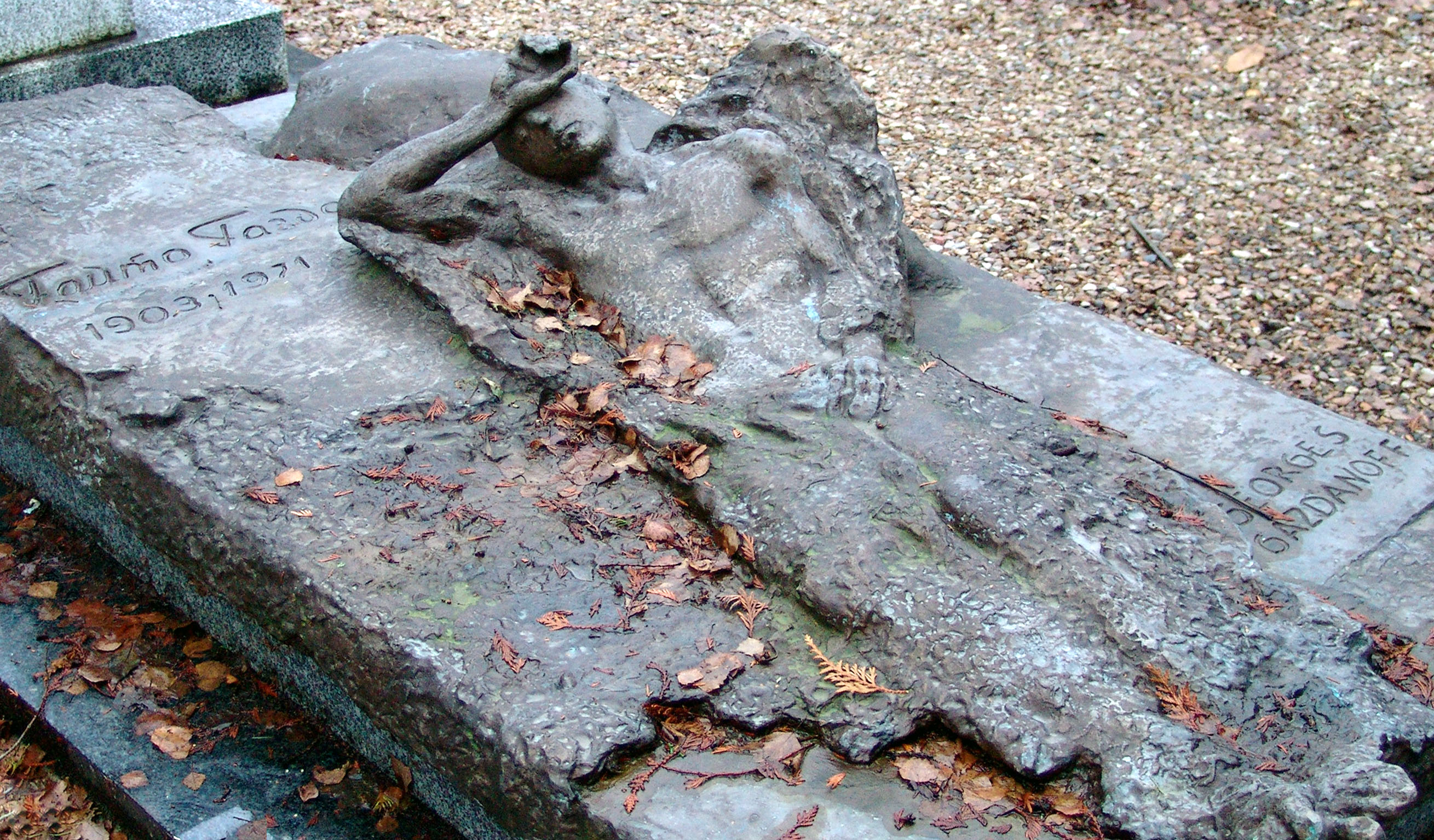
Grab in Paris

Begraben wurde er auf dem Russischen Friedhof von Sainte-Geneviève-des-Bois bei Paris. Die ossetische Gemeinde von Paris stiftete auf Initiative des Dirigenten Waleri Gergijew 2003 einen neuen Grabstein.

## Werk
Zwischen 1922 und 1968 publizierte Gasdanow neben zahlreichen journalistischen Texten insgesamt neun Romane und 37 Erzählungen, die in kleinen Auflagen in russischen Emigrantenverlagen erschienen, zunächst in Paris, später in New York. Er wird dem Russki Montparnasse zugeordnet, einer Gruppe junger russischer Emigranten im Paris der dreißiger Jahre, die sich bewusst von der russischen Prosatradition des 19. Jahrhunderts abwandten, sich stattdessen an Proust, Kafka, Gide und Joyce orientierten sowie Freud verehrten. Er ist neben Boris Poplawski der einzige Autor der „verlorenen Generation“, der jüngeren Generation der Ersten russischen Emigration, dessen Werk auch im postsowjetischen Russland starke Beachtung fand.
In Gasdanows Prosa vermischen sich Reflexionen und Assoziationen eines Ich-Erzählers und seiner Figuren mit der Schilderung von Situationen und Ereignissen. Die Fabel lässt sich nur aus vielen Fragmenten erschließen. Da seine Prosa immer wieder an die Fragen nach dem Sinn der menschlichen Existenz rührt, nannten ihn manche Kritiker den „russischen Camus“.
Das stärkste Echo fanden folgende Romane:
- Ein Abend bei Claire (Вечер у Клэр, 1929): Vor dem Hintergrund des Russischen Bürgerkriegs und der Not im Pariser Exil schildert der Erzähler seine langjährigen Bemühungen um die junge Französin Claire. Ohne Unterschied werden Kriegsverbrechen der Roten und der Weißen Armee geschildert, was Proteste der Literaturkritik im Exil hervorrief. Indes interessiert den Protagonisten keine Ideologie, vielmehr möchte er den Krieg als menschliche Grunderfahrung an der Grenze von Leben und Tod kennenlernen. Der Roman konstatiert auch die Stagnation der russischen Exilliteratur im europäischen Kontext (mit Ausnahme der Werke des von Gasdanow geschätzten Vladimir Nabokov).

- Nächtliche Wege (Ночные дороги, 1941): Das Handlungsgerüst des vom französischen Existenzialismus und von der Literatur des Absurden sowie von Louis-Ferdinand Celines „Reise ans Ende der Nacht“ beeinflussten Episodenromans bilden Erlebnisse eines Nachttaxifahrers in der Halb- und Unterwelt von Paris. Die rasch wechselnde impressionistische Perspektive des Autofahrers, der auf seinen Fahrten zwischen Bordells, Bars und Restaurants die Stadt erkundet, tritt hier an die Stelle des mit Muße, aber planlos umherschweifenden Flaneurs, wie ihn z. B. Walter Benjamin beschrieb. Aus vielen Zufallskontakten ragen die Begegnungen mit drei Prostituierten hervor, die verschiedene Stadien und Formen des körperlichen und seelischen Verfalls und die Auflehnungsversuche gegen diesen Verfall repräsentieren. Insgesamt spiegelt sich im Leben der Boulevardiers ein kultureller Niedergang Frankreichs in der Zwischenkriegszeit.

- Das Phantom des Alexander Wolf (Призрак Александра Вольфа, 1948): Die Handlung kreist um die Erlebnisse eines ehemaligen Weißgardisten, der im Russischen Bürgerkrieg einen Mann getötet hat. Jahre später liest er in der Emigration eine Erzählung eines gewissen Alexander Wolf, in der die genauen Umstände dieser Tötung geschildert werden, wie sie nur das Opfer kennen konnte. Der Emigrant versucht, Wolf zu treffen, was ihm zunächst nicht gelingt. Später aber kreuzen sich zufällig die Wege der beiden wieder, weil Wolf einer Frau gefolgt ist, die ihn verlassen hat und mittlerweile ein Verhältnis mit dem Erzähler hat. Die letzte Begegnung der beiden endet tödlich für Wolf.

## Rezeption
Neben Nina Berberowa und Vladimir Nabokov ist Gasdanow der einzige Schriftsteller der jüngeren Generation der russischen Emigration der 1920er Jahre, dessen Werke über den engen Kreis der exilierten Landsleute hinaus publiziert und auch in mehrere Sprachen übersetzt wurden. Wie auch die Prosa und die Gedichte von Boris Poplawski fanden sie im postsowjetischen Russland als Versuche, Formen der traditionellen russischen Literatur zu überwinden, starke Beachtung.
Sein Roman Das Phantom des Alexander Wolf erschien bald nach der Veröffentlichung in einem russischen Emigrantenverlag in New York 1948 auch auf Englisch, Französisch und Spanisch. Erst nach dem Zerfall der Sowjetunion konnten seine Werke in seiner Heimat herausgebracht werden. Gasdanow galt dort als die wichtigste Neuentdeckung der 1990er Jahre. Es erschienen neben zahlreichen Einzelausgaben seiner Romane und Erzählungen zwei mehrbändige Werkausgaben. Eine Gasdanow-Biografie wurde in die renommierte und populäre Moskauer Buchreihe Das Leben bemerkenswerter Menschen (ЖЗЛ - Жизнь замечательных людей) aufgenommen, die 1890 gegründet und vorübergehend von Gorki herausgegeben worden war. In Moskau wurde eine „Gesellschaft der Freunde Gaito Gasdanows“ gegründet.
Auch erschienen nach der Wiederentdeckung seines Werkes in Russland Übersetzungen einzelner Werke auf Englisch, Französisch, Spanisch, Italienisch, Serbisch und Polnisch. Im deutschen Sprachraum blieb er dagegen zunächst weitgehend unbekannt, erschienen sind bis 2011 nur zwei Erzählungen. Die breite Rezeption setzte 2012 mit der deutschen Ausgabe des Romans Das Phantom des Alexander Wolf ein. Monika Grütters nannte den Roman „ein Buch von wahrer Größe und Schönheit.“

## Werke in deutscher Übersetzung
- Der nächtliche Reisegefährte. In: Russische Erzähler des XX. Jahrhunderts, E. Gagarin, J & S Ferdermann Verlag, 1948, München.
- Der Irrtum. In: Der Irrtum. Russische Erzählungen, dtv, 1999, München. ISBN 978-3-423-09390-3.
- Das Phantom des Alexander Wolf (Prizrak Aleksandra Vol'fa). Deutsch und mit einem Nachwort von Rosemarie Tietze. München: Hanser, 2012, ISBN 978-3-446-23853-4.
- Die Wandlung. In: Akzente, Zeitschrift für Literatur, 3/2013 (übers. von Rosemarie Tietze), ISBN 978-3-446-24359-0.
- Schwarze Schwäne. In: Sinn und Form 6/2013, S. 773–787 (Erzählung, übers. von Rosemarie Tietze). ISBN 978-3-943297-14-0.
- Ein Abend bei Claire. Roman. Aus dem Russischen von Rosemarie Tietze. München: Hanser, 2014, ISBN 978-3-446-24471-9.
- Glück. Edition 5 PLUS, Leck, 2014 (Erzählung, übers. von Rosemarie Tietze). Exklusivauflage (keine ISBN).
- Die Rückkehr des Buddha (Возвращение Будды). Deutsch und mit einem Nachwort von Rosemarie Tietze. München: Hanser, 2016, ISBN 978-3-446-25047-5.
- Nächtliche Wege. Roman. Deutsch und mit einem Nachwort von Christiane Körner. München: Hanser, 2018, ISBN 978-3-446-25811-2.
- Die Pilger. Roman. Deutsch und mit einem Nachwort von Jürgen Barck. BoD, 2019, ISBN 978-3-7504-2186-8
- Erwachen. Roman. Deutsch und mit einem Nachwort von Jürgen  Barck. BoD, 2021, ISBN 978-3-7534-2412-5
- Schwarze Schwäne. Erzählungen. Übersetzung und Nachwort von Rosemarie Tietze; München: Hanser, 2021, ISBN 978-3-446-26751-0.[21]